# 斜管虫属
斜管虫属是單細胞微生物纖毛蟲門斜管虫科的一個属。舊屬动基片纲管口亞綱的纤毛虫，本属現時屬於叶咽纲齒管目（Chlamydodontida）。這個屬的物種可寄生于许多鱼类的鳃和皮肤上，引起鱼类在鳃和皮膚的海洋體外寄生蟲疾病斜管虫病。牠們存在於野外，但也寄生於淡水魚上。

## 物种
以下為本屬部分較常見的物種：
- Chilodonella cucullanus
- 鲤斜管虫（Chilodonella cyprini）[6][7]
- 六点斜管虫（Chilodonella hexasticha）：又名心形蟲[8]。
- 钩状斜管虫（Chilodonella uncinata）[9]